# Margaret Ritchie, baronessa Ritchie di Downpatrick
Margaret Ritchie, baronessa Ritchie di Downpatrick (Downpatrick, 25 marzo 1958), è una politica irlandese.

## Carriera politica
Margaret Ritchie si è laureata alla Queen's University Belfast ed è stata assistente parlamentare di Eddie McGrady, MP, dal 1987 al 2003. È stata consigliera del Consiglio del Distretto di Down nel 1985, vicepresidente (1992-1993) e chair of the consulting (1993-1994). È stata anche la segretaria internazionale dell'SDLP e membro supplente del Comitato europeo delle regioni.
È stata nominata Ministro per lo sviluppo sociale all'Assemblea dell'Irlanda del Nord da parte del SDLP, entrando in carica l'8 maggio 2007. Ritchie è l'unico ministro SDLP nell'esecutivo di Paisley/Robinson-McGuinness per l'Irlanda del Nord fino al 2010.
È diventata leader dell'SDLP, succedendo a Mark Durkan il 7 febbraio 2010, ed è stata eletta parlamentare per South Down il 6 maggio 2010.
Nel Remembrance Day 2010, Ritchie ha fatto la storia diventando il primo leader di un partito nazionalista irlandese a indossare un papavero del ricordo, durante la cerimonia di deposizione delle ghirlande al cenotafio di Downpatrick. In Irlanda del Nord, l'uso del papavero è controverso in quanto è visto da molti come un simbolo politico che rappresenta il sostegno all'esercito britannico. Per questo è rimasta a lungo appannaggio della comunità unionista/lealista. Ha ricevuto elogi da diversi consiglieri laburisti per questo.
Nel dicembre 2010, ha lanciato un attacco verbale al Sinn Féin esortando gli elettori della Repubblica d'Irlanda a non votare per il Sinn Féin nelle elezioni generali irlandesi, definendo le loro politiche "settarie" e provocando "divisione". Un portavoce del Sinn Féin definisce i commenti "senza senso" e "un tentativo di guadagnare punti a buon mercato".
Nelle elezioni dell'Assemblea dell'Irlanda del Nord nel 2011, l'SDLP ha perso due seggi e l'1% dei voti. Il 27 luglio 2011, si è trovata di fronte a una candidatura del vice-leader Patsy McGlone.
Ritchie ha annunciato di lasciare la leadership dell'SDLP e anche il suo seggio nell'Assemblea dell'Irlanda del Nord per concentrarsi sul suo ruolo di membro del Parlamento, e l'SDLP ha successivamente scelto Seán Rodgers come sostituto a Stormont.
Il 10 settembre 2019, ha ricevuto la Paria a vita come parte della lista di onore per le dimissioni di Theresa May, Ritchie è stata creata baronessa Ritchie di Downpatrick, nella contea di Down il 16 ottobre 2019.